# ایرینا خازوا
ایرینا خازوا (روسی: Ирина Викторовна Хазова؛ ۲۰ مارس ۱۹۸۴ – ) از برندگان مدال‌های بازی‌های المپیک زمستانی اسکی‌باز صحرانوردی اهل روسیه بود.